# Họ Dương đào

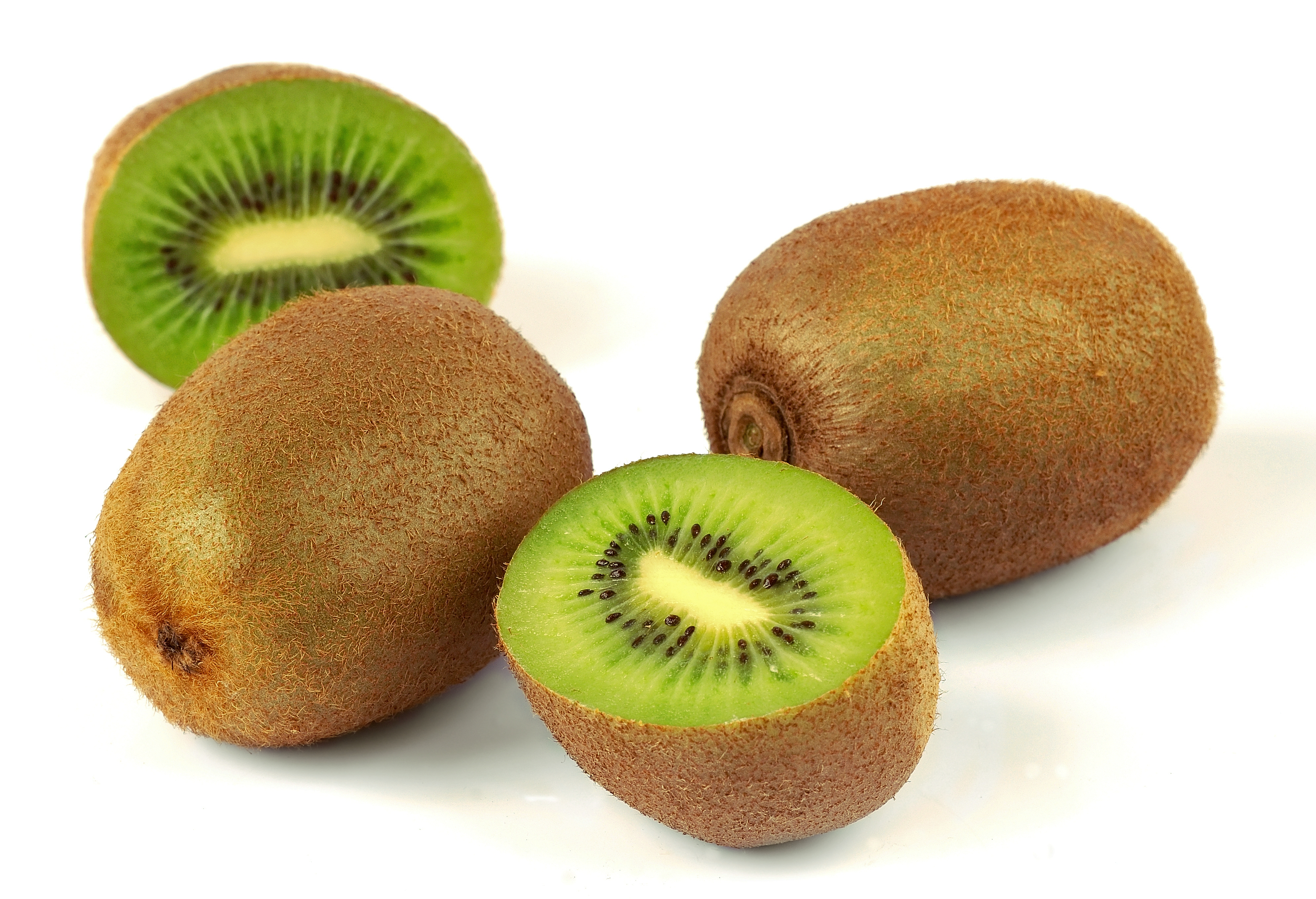
Quả kiwi

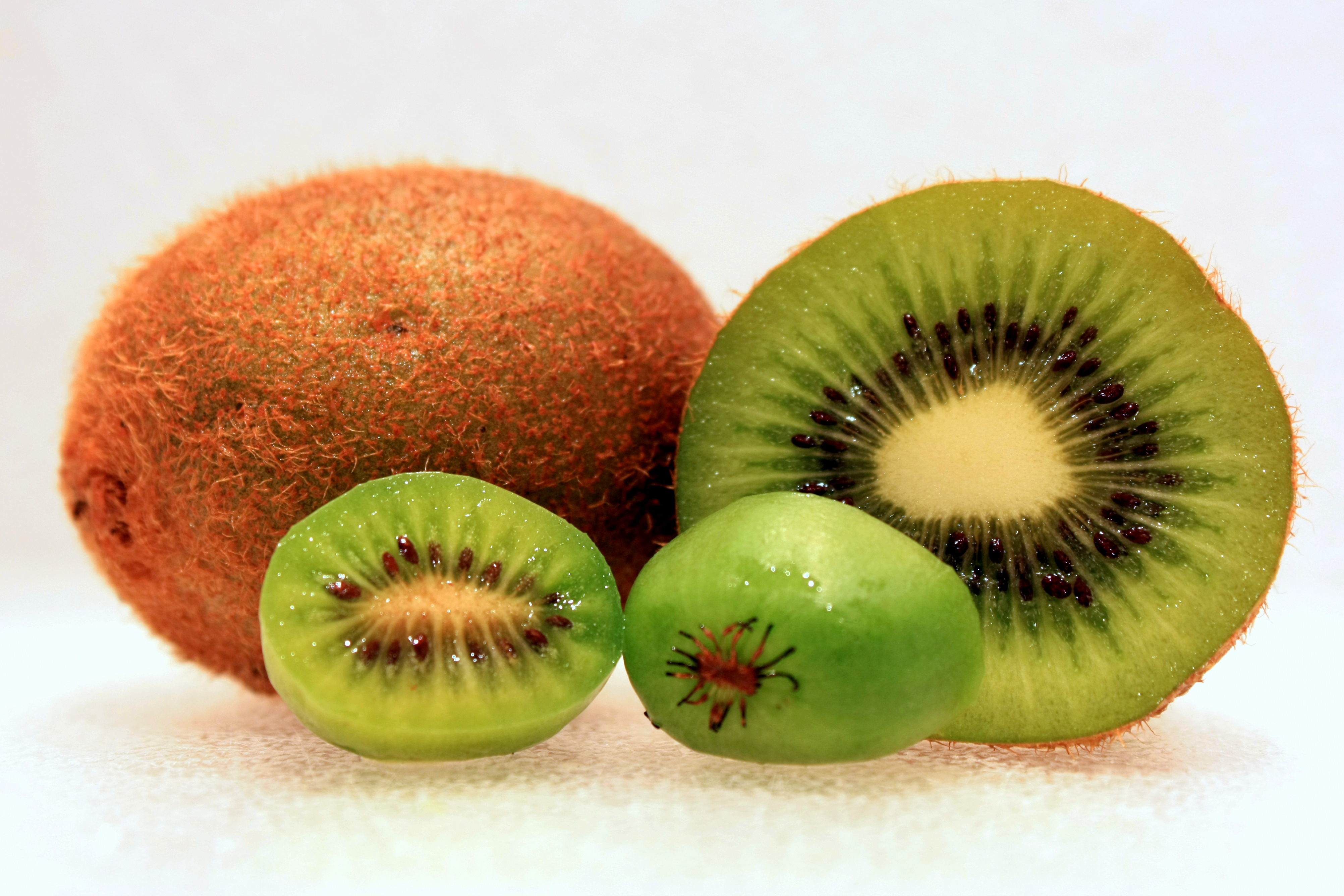
So sánh giữa hai loại quả kiwi lớn và nhỏ

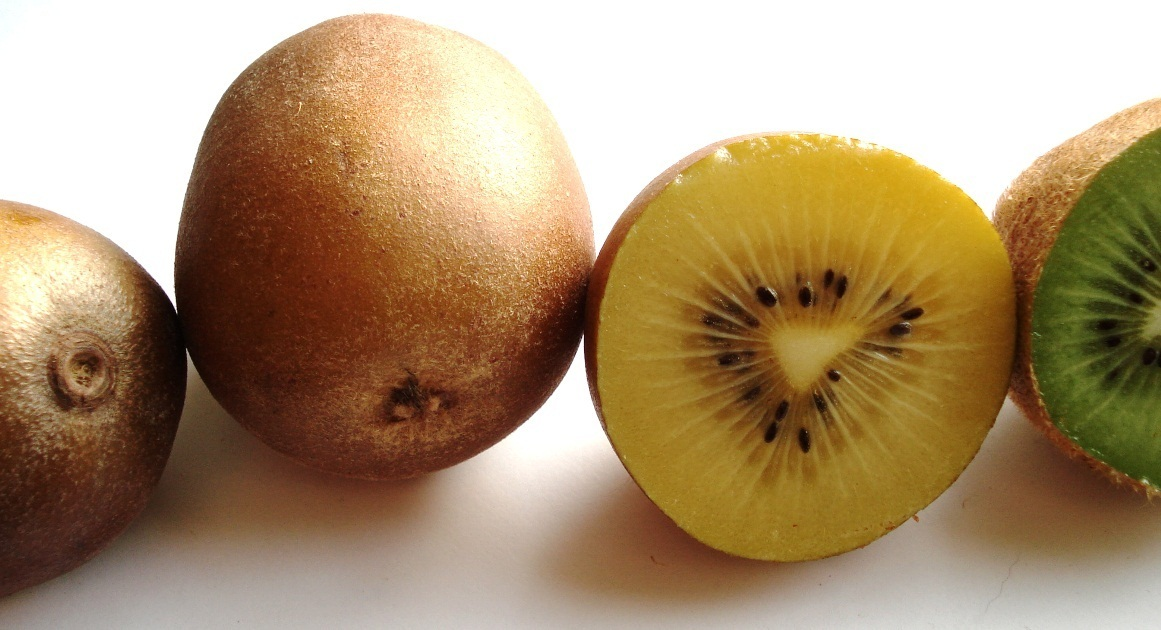
Actinidia chinensis (Kiwi vàng)

Họ Dương đào hay họ Mi hầu đào hoặc họ Đằng lê (danh pháp khoa học: Actinidiaceae) là một họ nhỏ trong thực vật có hoa thuộc bộ Thạch nam (Ericales). Nó bao gồm 3 chi và khoảng 355-360 loài.

## Phân bố
Các loài trong họ này là các dạng dây leo thân gỗ, cây bụi hay cây gỗ sống trong vùng ôn đới hay cận nhiệt đới, bản địa của châu Á (cả ba chi Actinidia, Clematoclethra, Saurauia) và Trung Mỹ cùng Nam Mỹ (chỉ chi Saurauia). Chi Saurauia với khoảng 300 loài là đa dạng nhất trong họ. Hai chi còn lại có số lượng loài khoảng 25-30 loài mỗi chi. Mặc dù hiện nay chỉ phân bố hạn chế tại châu Á và vùng nhiệt đới Trung và Nam Mỹ, nhưng có chứng cứ cho thấy trong quá khứ họ này đã phân bố rộng hơn. Chi Parasaurauia (tuyệt chủng) được cho là thuộc về nhóm cơ sở của họ Actinidiaceae, từng sinh sống tại khu vực Bắc Mỹ trong thời kỳ Tiền Champane (84-70 triệu năm trước).

## Đặc trưng
Các loài trong họ thường là cây gỗ nhỏ hay cây bụi, đôi khi là dây leo (vài loài chi Actinidia). Các lá đơn mọc so le, có mép lá nguyên hay khía răng cưa. Chúng không có lá kèm hoặc chỉ có lá kèm nhỏ. Chúng thường bị bao quanh bằng các lông cứng dẹp.
Hoa mọc đơn độc hay thành cụm hình xim ở đầu cành, với các lá đài và cánh hoa tự do. Ngoại trừ các thành viên chi Clematoclethra có 10 nhị, ở các loài khác thì nhị nhiều và nguyên thủy gắn vào đế hoa. Chúng chỉ lộn ngược ngay trước khi hoa nở, vì thế đáy của chúng lại trở thành đỉnh. Hoa có thể là đơn tính cùng gốc, đơn tính khác gốc hay lưỡng tính.
Quả thường là dạng quả mọng, chẳng hạn như ở quả kiwi, một giống cây trồng có nguồn gốc từ chi Actinidia.

## Chứng cứ hỗ trợ

### Vị trí trong Ericales
Trước khi chứng cứ di truyền xuất hiện khoảng 10 năm trước, vị trí của họ Actinidiaceae trong phạm vi bộ Ericales là mâu thuẫn cao. Cơ sở dữ liệu thực vật của USDA, một nguồn được coi là có uy tín, vẫn còn đặt Actinidaceae trong bộ Theales, một bộ hóa ra không có tính đơn ngành. Vị trí của Actinidiaceae trong bộ Ericales được hỗ trợ mạnh bằng chứng cứ di truyền trong vòng 10 năm trở lại đây và ngược với suy nghĩ trước đó, nó không là thành viên cơ sở của bộ Ericales. Nhiều nghiên cứu sử dụng chứng cứ di truyền hiện nay đã đặt chắc chắn họ Actinidiaceae vào trong nhánh Ericoid, một nhóm đơn ngành bao gồm các họ Ericaceae, Cyrillaceae, Clethraceae, Sarraceniaceae và Roridulaceae. Ngoài ra, chứng cứ di truyền cũng chỉ ra rằng họ Actinidiaceae có quan hệ chị-em gần với họ Roridulaceae. Nó cùng với Roridulaceae và Sarraceniaceae tạo ra một nhánh đơn ngành nhỏ trong Ericoid..

### Tính đơn ngành của Actinidiaceae
Những chi nào nên đặt trong Actinidiaceae trước khi có các nghiên cứu di truyền và vi hình thái học gần đây cũng rất mâu thuẫn. Trước đó, chi Sladenia thường hay được đặt trong họ Actinidiaceae. Ngoài ra, chi Saurauia đôi khi cũng được đặt trong họ riêng của chính nó. Vì thế, khoảng 10 năm trước, khi các nghiên cứu chi tiết mới bắt đầu, thì họ này được coi là chứa khoảng 2-4 chi. Các đặc trưng vi hình thái học chỉ ra rằng Sladenia không thuộc về họ Actinidiaceae. Ngoài ra, các đặc trưng sinh học của tế bào, và các chứng cứ phân tử, đã xác nhận rằng 3 chi hiện nay miêu tả trong Actinidiaceae, bao gồm Clematoclethra, Saurauia và Actinidia trên thực tế là một nhóm đơn ngành.